# Andrij Nesmačnyj
Andrij Mykolajovyč Nesmačnyj (in ucraino Андрій Миколайович Несмачний?; Brjansk, 28 febbraio 1979) è un ex calciatore ucraino, di ruolo difensore.

## Carriera

### Club
Cresciuto nelle giovanili della Tavrija, nel 1997 è stato messo sotto contratto dalla Dinamo Kiev, in cui ha da allora sempre militato, e con cui ha vinto 8 Campionati d'Ucraina, 9 Coppe d'Ucraina e 3 Supercoppe d'Ucraina.
Andriy è uno dei più grandi difensori della storia del Dinamo Kiev, conosciuto soprattutto per una rete incredibile in Champions League. 

### Nazionale
Con la maglia della Nazionale ucraina ha debuttato nel 1997, con cui ha raggiunto il miglior risultato, i quarti di finale, ai Mondiali di Germania 2006.

## Vita privata
Dal 2009 si è battezzato come Testimone di Geova. Ha rispettato il suo contratto con la Dinamo Kiev fino al 2011, poi si è ritirato.

## Palmarès

### Club
- Campionato ucraino: 8

Dinamo Kiev: 1997-1998, 1998-1999, 1999-2000, 2000-2001, 2002-2003, 2003-2004, 2006-2007, 2008-2009
- Coppa d'Ucraina: 9

Dinamo Kiev: 1997-1998, 1998-1999, 1999-2000, 2002-2003, 2004-2005, 2005-2006, 2006-2007
- Supercoppa d'Ucraina: 3

Dinamo Kiev: 2004, 2006, 2007